# Westerstede
Westerstede é uma cidade da Alemanha, capital do distrito de Ammerland, localizada no estado de Baixa Saxônia.

## Cidadãos notórios
- Friedrich Tietjen (1835 — 1895, astrónomo)